# Dramat zazdrości
Dramat zazdrości (wł. Dramma della gelosia - Tutti i particolari in cronaca) – włosko-hiszpański komediodramat z 1970 roku w reżyserii Ettorego Scoli. W rolach głównych wystąpili Marcello Mastroianni, Monica Vitti i Giancarlo Giannini. Muzykę do filmu skomponował Armando Trovajoli. Zdjęcia kręcono w Rzymie.
Światowa premiera odbyła się 18 stycznia 1970. Film zdobył nagrodę dla najlepszego aktora na 23. MFF w Cannes dla Marcello Mastroianniego.

## Fabuła
Żonaty Oreste (Marcello Mastroianni) poznaje pewnego dnia piękną Adelaidę (Monica Vitti). Para od razu przypada sobie do gustu i od tej pory staje się nierozłączna. Wkrótce zakochani spotykają na swojej drodze prostego szefa kuchni z Toskanii, Nello (Giancarlo Giannini), który zaczyna pałać uczuciem do urodziwej Adelaidy. Kobieta nie pozostaje obojętna na jego zaloty, co prowadzi do tragedii.

## Obsada
- Marcello Mastroianni – Oreste
- Monica Vitti – Adelaida
- Giancarlo Giannini – Nello
- Josefina Serratosa
- Juan Diego
- Gioia Desideri
- Hércules Cortés
- Marisa Merlini
- Manuel Zarzo